# Doktor Dolittle (film 2020)
Doktor Dolittle (ang. Dolittle, 2020) – amerykański film przygodowy-fantasy w reżyserii Stephena Gaghana, stworzony na podstawie książki Podróże Doktora Dolittle z 1922 roku.
Oficjalna premiera filmu (jak i również polska) odbyła się 17 stycznia 2020.

## Fabuła
Siedem lat po śmierci swojej żony, ekscentryczny John Dolittle (Robert Downey Jr.), znany lekarz i lekarz weterynarii w wiktoriańskiej Anglii, staje się pustelnikiem, ukrywającym się za wysokimi murami Dworu Dolittle, mając w towarzystwie jedynie swoją menażerię zwierząt. Ale gdy królowa Wiktoria (Jessie Buckley) zapada na śmiertelną chorobę, niechętny Dolittle musi wypłynąć na wyprawę na mityczną wyspę w poszukiwaniu lekarstwa, odzyskując poczucie humoru i odwagę, a także natrafiając na starych wrogów i różne niezwykłe stworzenia.

## Obsada
- Robert Downey Jr. – doktor John Dolittle
- Harry Collett – Tommy Stubbins
- Antonio Banderas – Rassoulim
- Michael Sheen – doktor Blair Müdfly
- Jessie Buckley – królowa Wiktoria
- Ralph Ineson – Arnall Stubbins
- Jim Broadbent – lord Thomas Badgley
- Kasia Smutniak – Lily Dolittle
- Carmel Laniado – lady Rose
- Sonny Ashbourne Serkis – Arnall Stubbins Jr.

### Role głosowe
- Emma Thompson – Polinezja
- Rami Malek – Chi-Chi
- John Cena – Yoshi
- Kumail Nanijani – Plimpton
- Octavia Spencer – Dab-Dab
- Tom Holland – Jip
- Craig Robinson – Kevin
- Ralph Fiennes – Barry
- Selena Gomez – Betsy
- Marion Cotillard – Tutu
- Carmen Ejogo – Regine
- Jason Mantzoukas – James
- Frances de la Tour – Ginko-Who-Soars

## Wersja polska
- Jarosław Boberek – doktor John Dolittle
- Karol Kwiatkowski – Stubbins
- Waldemar Barwiński – doktor Mudfly
- Ewa Konstancja Bułhak – Polynesia
- Szymon Roszak – Chee Chee
- Jacek Król – Yoshi
- Sebastian Perdek – Plimpton
- Anna Ułas – Dab-Dab
- Artur Dziurman – Rassouli
- Aleksandra Kowalicka – lady Rosa
- Lidia Sadowa – królowa Wiktoria
- Janusz R. Nowicki – lord Badgley
- Jakub Wieczorek – James
- Zbigniew Suszyński – Kevin
- Mikołaj Klimek – Barry
- Anna Wodzyńska – Betsy
- Agnieszka Fajlhauer – Tutu
- Jakub Gawlik – Jip
- Kinga Ilgner – smoczyca
- Konrad Makowski – królik
- Krzysztof Polkowski – Arnall
- Kasia Smutniak – Lily Dolittle